# Ahmed Daghim
Ahmed Daghim (* 7. April 2001 in Kopenhagen) ist ein dänischer Fußballspieler palästinensischer Abstammung. Er spielte in den Nachwuchsteams von zunächst Dänemark und dann Palästina.

## Karriere

### Verein
Ahmed Daghim spielte zunächst in Humlebæk, im von Kopenhagen umgebenen Frederiksberg bei FA 2000 und in der Hauptstadt bei B.93, bevor er in die Fußballschule des FC Kopenhagen gewechselt war. Er debütierte am 10. Februar 2019 beim 6:1-Sieg gegen Odense BK in der Superliga. Obwohl er in der Folgezeit lediglich zweimal in der Meisterrunde zum Einsatz kam, gewann er trotzdem mit dem FC Kopenhagen die dänische Meisterschaft. Zur Winterpause der Saison 2019/20 wurde der Vertrag von Daghim bis 2023 verlängert. Zugleich wurde er für ein Jahr an den norwegischen Zweitligisten Ham-Kam verliehen.

### Nationalmannschaft
Ahmed Daghim absolvierte fünf Partien für die dänische U18-Mannschaft. Derzeit läuft er für die dänische U19-Nationalelf auf, mit der er an der Qualifikation für die Europameisterschaft 2020 teilnimmt.